# 奥宮夜叉龍神社

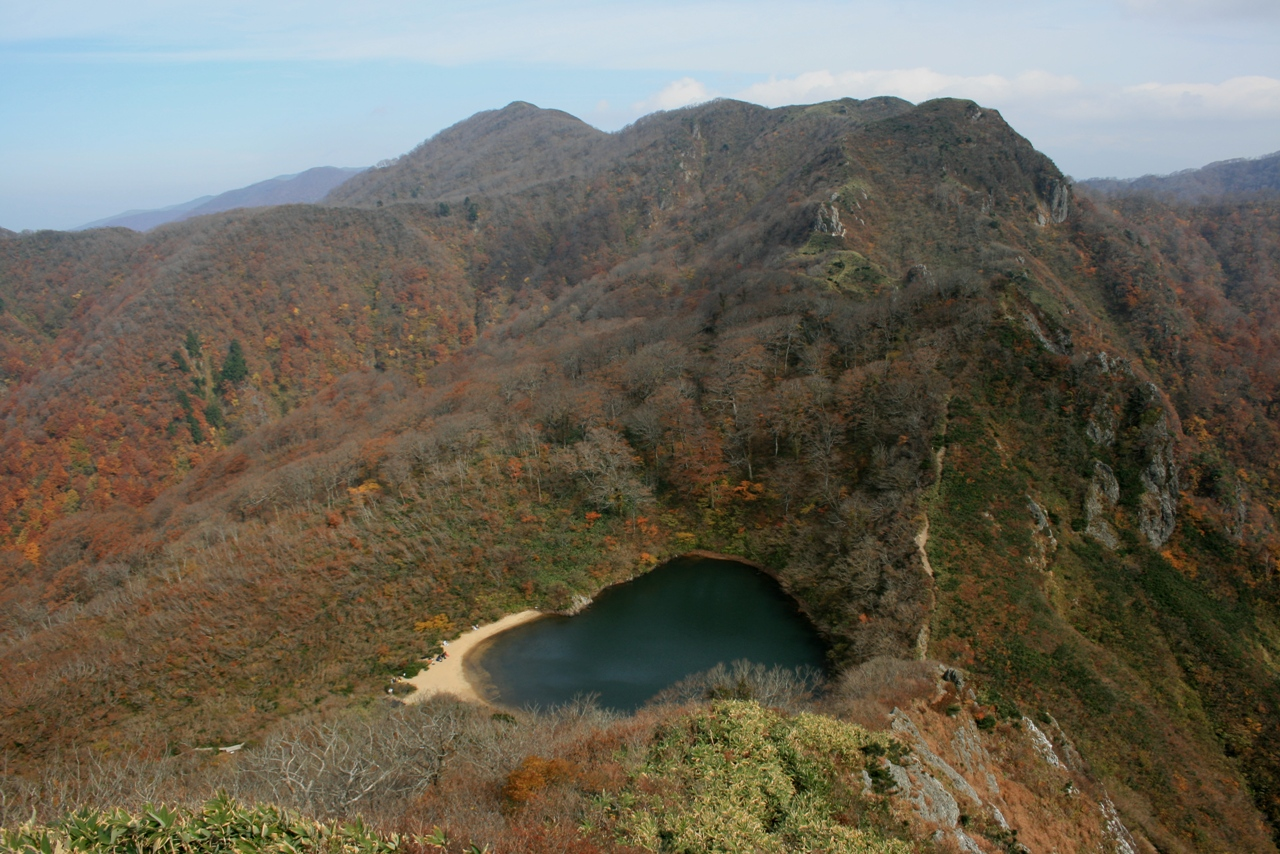
夜叉ヶ池と三周ヶ岳

奥宮夜叉龍神社（おくのみややしゃりゅうじんじゃ）は、岐阜県と福井県の県境にある、夜叉ヶ池の畔にある神社である。
岐阜県揖斐郡揖斐川町（旧坂内村）にある神社だが、夜叉ヶ池周辺は県境がはっきりしていない。そのため、福井県南条郡南越前町にある神社ともいえる。
岐阜県安八郡神戸町にある夜叉堂が本宮となる。

## 祭神
- 夜叉龍神
  - 夜叉ヶ池伝説の龍神。雨乞いにご利益があるという。詳しくは夜叉ヶ池、夜叉堂を参照。

## 概要
- 夜叉ヶ池の畔に夜叉龍神を祀る神社を創建したいという計画は古くから存在したという。
- 1925年（大正14年）と1949年（昭和24年）に、夜叉ヶ池の畔に祠を築いたが、この地域が豪雪地帯であったため、わずか1年足らずで豪雪で破壊されてしまった。
- 1981年（昭和56年）、豪雪でも破損しないようにした神社が完成する。神社の資材は福井県側から運搬した。
- 鳥居は岐阜県側、福井県側の登山道入口にある。